# Sandefjord Ice Bay
Die Sandefjord Ice Bay ist eine 40 km breite Bucht an der Ingrid-Christensen-Küste des ostantarktischen Prinzessin-Elisabeth-Lands. Sie bildet das Kopfende der Prydz Bay. Begrenzt wird die Bucht durch das Amery-Schelfeis im Westen, das östlich gelegene Publications-Schelfeis und das Festlandufer im Süden.
Der norwegische Kapitän Klarius Mikkelsen (1887–1941) entdeckte sie im Februar 1935 während seiner Fahrt mit dem Walfangschiff Thorshavn im Auftrag des Walfangunternehmers Lars Christensen. Mikkelsen und Christensen benannten die Bucht als Sandefjordbukta nach der Stadt Sandefjord, Hochburg der norwegischen Walfangindustrie. Die inzwischen erweiterte Benennung wurde vorgenommen, um Verwechslungen mit der Sandefjord Bay an der Küste der Coronation-Insel im Archipel der Südlichen Orkneyinseln zu vermeiden.